# Neotoma mexicana
Neotoma mexicana — гризун середнього розміру, що зустрічається в Північній і Центральній Америці.

## Поширення і середовище проживання
Ареал простягається від Сполучених Штатів (Юта, Колорадо, Нью-Мексико та частини Аризони та Транс-Пекос Техас) на південь до Гондурасу. Попри те, що в плейстоцені він зустрічався на низьких висотах, зараз він зазвичай обмежений високогір'ям, що підтримують відкриті хвойні ліси або рідколісся. У кількох місцях трапляється в нижній місцевості, де є поля лави або валунів; імовірно наявність просторів, що простягаються далеко під поверхню, дозволяє вижити. Як і більшість представників роду, що живуть у скелястих районах, N. mexicana, як правило, використовують щілини, скельні укриття та печери; паличні гнізда відносно рідкісні.

## Морфологічна характеристика
З довжиною голови й тулуба від 151 до 205 мм, довжиною хвоста від 133 до 216 мм і вагою від 151 до 253 г цей вид є представником свого роду середнього розміру. Має задні лапи довжиною від 33 до 41 мм і вуха довжиною 25–30 мм. Досить грубе хутро на зверху має світло-сірий або рудувато-коричневий основний колір. Середина спини найтемніша, тому що тут є чорні волоски. Хутро стає оранжево-коричневим до боків, а низ укритий жовтуватим або білуватим хутром. Для голови характерні майже голі вуха, великі очі, оточені темним кільцем, і довгі та товсті вібриси. Іншими відмінними рисами від інших представників роду є маленькі верхні різці та інша будова коронки зуба першого верхнього моляра.

## Спосіб життя
Веде нічний спосіб життя і більшу частину часу проводить на землі, хоча вміє добре лазити. Поза шлюбним періодом тварини поодинокі та агресивні щодо представників свого виду. Гніздо з деревної кори зазвичай має форму блюдця. Часто створюється в ущелинах скель. Великі складні нори, зроблені з гілок та іншого матеріалу, характерні для інших Neotoma, рідко зустрічаються у цього виду. Іноді тварини заселяють дупла дерев або займають гнізда інших хребетних.
У їжу в основному входять зелені частини рослин, наприклад, листя пальмових лілій. Його доповнюють фрукти, насіння, жолуді, гриби, кактуси та комахи.
Статево активні самці могли бути зареєстровані в період з червня по серпень і в листопаді. Приблизно через 33 дні вагітності народжується до чотирьох нащадків. Самки, народжені ранньою весною, в той же рік змогли вивести власне потомство.